# Markus Merk

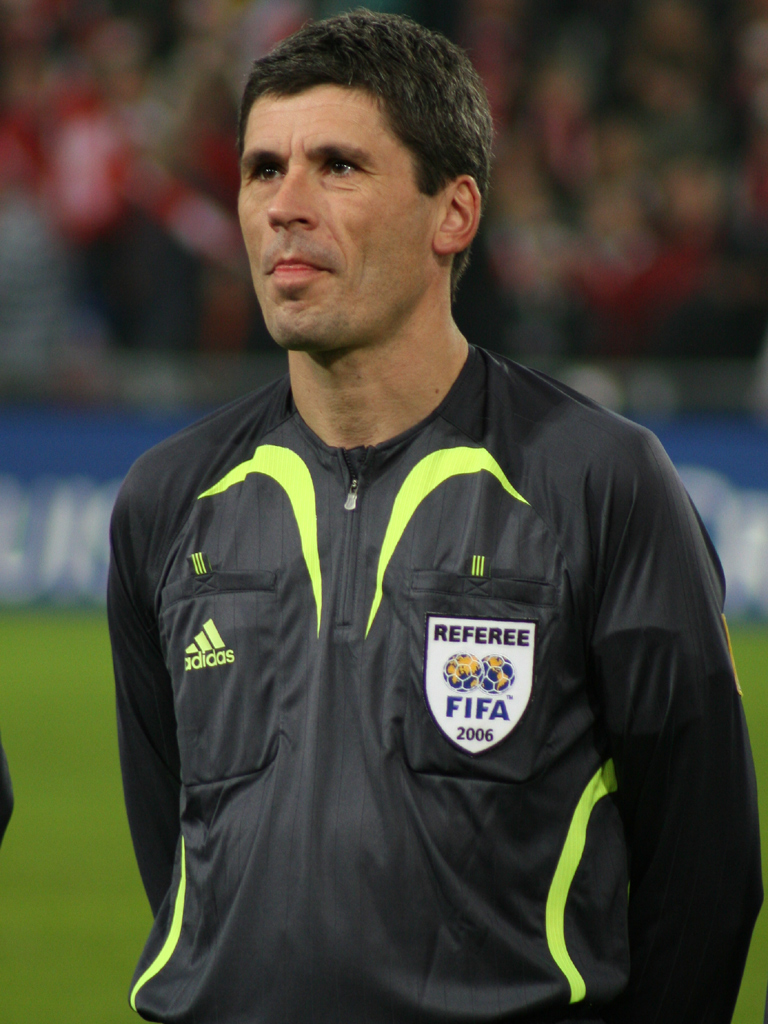
Markus Merk

Markus Merk (Kaiserslautern, 15 maart 1962) is een Duitse voetbalscheidsrechter. Hij werd anno 2005 gezien als een van de topscheidsrechters van de wereld. Zijn beroep is tandarts.
Toen hij in 1988 begon als scheidsrechter, was hij met 25 jaar de jongste scheidsrechter aller tijden in de Bundesliga. Vier jaar later werd hij FIFA-scheidsrechter, met als eerste het voetbaltoernooi van de Olympische Zomerspelen van 1992 in Barcelona. Bij zijn olympisch debuut leidde hij de wedstrijd tussen gastland Spanje en Colombia op 24 juli in Valencia. Merk deelde in dat duel vier rode en zeven gele kaarten uit.
Verder floot Merk de finale van de DFB-Pokal in 1993, de finale van de Cup Winners Cup in 1997 in De Kuip tussen FC Barcelona en Paris Saint-Germain FC, de UEFA Champions League-finale van 2003 tussen AC Milan en Juventus FC en op vele internationale toernooien, zoals het Wereldkampioenschap voetbal 2002, de Confederations Cup en op de EK's van 2000 en 2004. Op dat laatste toernooi floot hij opnieuw de finale, tussen Griekenland en Portugal. Merk was een van de in totaal 23 scheidsrechters tijdens het Wereldkampioenschap voetbal 2006 in Duitsland en werd al vier keer gekozen tot Duits scheidsrechter van het jaar.
In april 2008 besloot Merk om zijn carrière te beëindigen. "Dit is een ideaal moment om te stoppen," zei de tandarts op de website van de Duitse voetbalbond DFB. "Ik heb een prachtige tijd gehad, en ik wil niet dat negatieve momenten de positieve herinneringen gaan overtreffen."
Merk heeft tot nu toe 333 duels in de Bundesliga geleid. Daarnaast was hij actief tijdens vijftig interlands. In 2003 floot hij de Champions League-finale tussen AC Milan en Juventus, een van de 78 Europese duels die hij mocht leiden. Sinds 1 januari 2007 kan hij gezien zijn leeftijd geen internationale wedstrijden meer fluiten.

## Statistieken
| evenement                        | wed | Kreeg geel | Kreeg voor de tweede keer geel en dus rood | Weggestuurd |
| -------------------------------- | --- | ---------- | ------------------------------------------ | ----------- |
| Bundesliga                       | 288 | 1123       | 32                                         | 43          |
| 2. Bundesliga                    | 21  | 63         | 3                                          | 3           |
| Regionalliga Süd                 | 1   | 1          | 0                                          | 0           |
| DFB-Pokal                        | 5   | 20         | 0                                          | 2           |
| Ligapokal                        | 2   | 1          | 0                                          | 0           |
| UEFA Champions League            | 22  | 87         | 4                                          | 6           |
| EK voetbal 2000                  | 3   | 17         | 2                                          | 0           |
| Wereldkampioenschap voetbal 2002 | 2   | 8          | 0                                          | 0           |
| Confederations Cup 2003          | 2   | 10         | 2                                          | 0           |
| UEFA EK kwalificatie 2004        | 4   | 17         | 0                                          | 1           |
| EK voetbal 2004                  | 3   | 13         | 0                                          | 0           |
| UEFA WK kwalificatie 2006        | 6   | 21         | 2                                          | 1           |
| Wereldkampioenschap voetbal 2006 | 1   | 6          | 0                                          | 0           |
| Totaal                           | 360 | 1387       | 45                                         | 56          |

* Bijgewerkt tot 11 april 2006